# Campeonato Finlandês de Patinação Artística no Gelo de 2018
Campeonato Finlandês de Patinação Artística no Gelo de 2018 foi a centésima sétima edição do Campeonato Finlandês de Patinação Artística no Gelo, um evento anual de patinação artística no gelo onde os patinadores artísticos competem pelo título de campeão finlandês nos níveis sênior e júnior. A competição foi disputada entre os dias 15 de dezembro e 17 de dezembro de 2017, na cidade de Vantaa, Finlândia.

## Eventos
- Individual masculino
- Individual feminino
- Dança no gelo

## Medalhistas
| Evento                        | Ouro                             | Prata                             | Bronze                       |
| Sênior                        |                                  |                                   |                              |
| Individual masculino detalhes | Valtter Virtanen                 | Bela Papp                         | Roman Galay                  |
| Individual feminino detalhes  | Emmi Peltonen                    | Viveca Lindfors                   | Jenni Saarinen               |
| Dança no gelo detalhes        | Cecilia Törn Jussiville Partanen | Juulia Turkkila Matthias Versluis | Monica Lindfors Juho Pirinen |
| Júnior                        |                                  |                                   |                              |
| Individual masculino          | Benjam Papp                      | Lauri Lankila                     | Mikla Rasia                  |
| Individual feminino           | Sofia Sula                       | Vera Stolt                        | Laura Karhunen               |

## Resultados

### Sênior

#### Individual masculino
| Pos.              | Nome             | Pontos | PC        | PL         |
| ----------------- | ---------------- | ------ | --------- | ---------- |
| Medalha de ouro   | Valtter Virtanen | 173.27 | 55.79 (2) | 117.48 (1) |
| Medalha de prata  | Bela Papp        | 169.13 | 56.45 (1) | 112.68 (2) |
| Medalha de bronze | Roman Galay      | 140.75 | 55.77 (3) | 84.98 (3)  |

#### Individual feminino
| Pos.              | Nome             | Pontos | PC         | PL         |
| ----------------- | ---------------- | ------ | ---------- | ---------- |
| Medalha de ouro   | Emmi Peltonen    | 164.11 | 61.25 (1)  | 102.86 (1) |
| Medalha de prata  | Viveca Lindfors  | 159.89 | 59.89 (2)  | 100.00 (2) |
| Medalha de bronze | Jenni Saarinen   | 124.35 | 41.55 (4)  | 82.80 (3)  |
| 4                 | Hanna Kiviniemi  | 119.32 | 48.08 (3)  | 71.24 (6)  |
| 5                 | Emilia Toikkanen | 115.06 | 38.92 (7)  | 76.14 (5)  |
| 6                 | Joanna Kallela   | 113.88 | 37.60 (9)  | 76.28 (4)  |
| 7                 | Nelma Hede       | 108.66 | 39.33 (5)  | 69.33 (8)  |
| 8                 | Oona Ounasvuori  | 108.09 | 38.02 (8)  | 70.07 (7)  |
| 9                 | Sallianna Öztürk | 106.00 | 39.02 (6)  | 66.98 (9)  |
| 10                | Jade Rautiainen  | 94.17  | 32.92 (10) | 61.25 (10) |

#### Dança no gelo
| Pos.              | Nome                                | Pontos | PC        | PL        |
| ----------------- | ----------------------------------- | ------ | --------- | --------- |
| Medalha de ouro   | Cecilia Törn / Jussiville Partanen  | 150.94 | 61.75 (1) | 89.19 (1) |
| Medalha de prata  | Juulia Turkkila / Matthias Versluis | 142.58 | 54.93 (2) | 87.65 (2) |
| Medalha de bronze | Monica Lindfors / Juho Pirinen      | 117.61 | 45.92 (3) | 71.69 (3) |